# Heilige Lieder
Heilige Lieder는 독일 하드록 밴드 뵈제 옹켈츠의 정규9 집이다. 1992년 8월 31일에 Bellaphon Records에서 발매되었다. 처음이자 마지막으로 밴드 자체가 프로듀서로 기재되어 있는 앨범이기도 하다. 독일앨범차트에 5위까지 올랐고 1995년 골든디스크를 수여했다.

## 수록곡
| #  | 곡목                                              | 러닝타임 |
| -- | ------------------------------------------------- | -------- |
| 1  | Intro Oratorium                                   | 1:31     |
| 2  | Heilige Lieder                                    | 4:44     |
| 3  | Buch der Erinnerung                               | 4:37     |
| 4  | Nenn' mich wie du willst                          | 4:22     |
| 5  | Ich bin in dir                                    | 3:51     |
| 6  | Scheißegal                                        | 2:36     |
| 7  | Diese Lieder…                                     | 5:12     |
| 8  | Gestern war heute noch morgen                     | 3:50     |
| 9  | Schließe deine Augen (und sag' mir was du siehst) | 5:28     |
| 10 | Gehasst, verdammt, vergöttert                     | 3:06     |
| 11 | Ein langer Weg                                    | 4:20     |
| 12 | Noreia                                            | 3:24     |
| 13 | Der Schrei nach Freiheit                          | 3:45     |
| 14 | Angst ist nur ein Gefühl                          | 4:38     |
| 15 | Wir schreiben Geschichte (CD-Bonus)               | 4:02     |

## 수록곡에 대한 설명
Intro Oratorium
이 합창곡은 앙기 디체와 크리스티아네 바이트가 녹음하였다. 이 둘은 2005년까지 록밴드 CCM밴드 하바쿡에서활동하였다. 
Heilige Lieder
이 곡은 밴드가 스스로를 찬미하는 곡이다. 동시에 종교, 교회, 신에 대한 위선을 다룬 곡이기도 하다. 이 곡은 거의 모든 공연에서 연주되는 넘버이다.
Buch der Erinnerung
이 곡은 Anarchy in the U.K.에 대한 섹스 피스톨즈가 언급한 인용구를 삽입하였다.
Nenn' mich wie du willst
인간의 이중성을 노래하고 있다.
Ich bin in dir
가사인 “die Gedanken malen Bilder, und ich finde keinen Rahmen.“(생각은 그림을 그리는데 액자를 찾을 수가 없다.)가 유명하다.
Diese Lieder…
이 곡은 팬들이 만들어낸 옹켈츠에 대한 신화를 다루고 있다.
“Wir sind keine Religion, wir sind nicht Deines Gottes Sohn.“(우리는 종교가 아니다. 우리는 너희가 믿는 신의 아들이 아니다.)라고 시작하면서, 밴드의 팬들이 위급한 상황에 처해있을 때 도움을 줄 것을 강조한다.
Gestern war heute noch morgen
이 곡의 제목은 베스트앨범의 타이틀로 사용되기도 했다. 피아노 연주는 아힘 슈날(Achim Schnall)이 했다.
Schließe deine Augen (und sag' mir was du siehst)
이 곡에서는 인트로를 불렀던 앙기 디체와 크리스티아네 바이트, 피아노를 연주했던 아킴 슈날이 함께 참여하였다.
Ein langer Weg
이 곡은 옹켈츠가 당시까지 걸어왔던 길과 팬들에 대한 고마움을 노래하고 있다.
Noreia
발매당시 상당한 논란이 되었던 곡이다. 다름슈태터 에쇼의 1992년 11월 28일자 논평 Was ist eine Jugendsünde?에서 기자 베르트 힌젤 (Bert Hinsel)은 노래 제목을 거꾸로 읽으면 "Arier on"(아리안 족이여, 계속 진군하라)이 된다는 것을 밝혀냈다고 한다.(논평 내용 삭제) 하지만 원제는 ‘Noreira‘가 아니라 ‘Noreia‘이다. 이는 켈트의 신을 뜻한다. 앨범 초판에서는 인쇄실수로 인해서 'r'하나 더 들어간 것이다. 하지만 초판에 사용되었던 비닐이 그대로 사용 됨으로써 리마스터판 LP커버에도 ‚Noreira‘라고 되어있다.